# Sigurd II de Norvège
Sigurd II Munn (1133 - 10 juin 1155) co-roi de Norvège de 1136 à 1155

## Origine
Sigurd II est un des fils illegitime d'Harald IV de Norvège né de sa relation avec Thora Guttormsdatter. Les sagas le décrivent comme un homme trop confiant et violent dont les compétences politiques sont faibles. Grand amateur de femmes comme en témoigne le nombre de ses enfants illégitimes nés de mères différentes qu'il laisse à sa mort à l'âge de 22 ans.

## Règne
Avant la mort de son père il est élevé en fosterage par  Guttorm (vieux-norrois: Guthormr), Såda-Gyrd Bårdsson et Ottar Birting au Trøndelag. En 1136 après le meurtre d'Harald IV, il est proclamé roi à l'âge de trois ans par l'Eyrathing du Trøndelag et un parti de nobles locaux défiants vis-à-vis des partisans de son demi-frère légitime Inge Ier de Norvège et de sa mère Ingrid Rögnvaldsdotter qui contrôlent Bergen et l'ouest du royaume. 
Les deux partis s'accordent toutefois pour éliminer définitivement lors de la bataille navale de Holmengrå  en novembre 1139. Magnus l'Aveugle et le prétendant Sigurd Magnusson qui s'était rallié à lui. En 1142 ils doivent de plus partager le pouvoir avec deux autres fils putatifs de Harald IV de Norvège, Eystein et Magnus Haraldsson (mort dès 1145) ramenés d'Écosse par des nobles qui voulaient eux aussi contrôler une part du pouvoir. 
Leur venue affaiblit la position de Sigurd II dans Trøndelag et crée une plus grande tension au sein des corégents.
Toutefois cette curieuse forme de gouvernement semble avoir assez bien fonctionné tant que les tuteurs et conseillers de Inge Ier et de Sigurd II ont tenu les rênes du royaume. À leur majorité les rois Sigurd II et Inge Ier se dotent chacun d'une Hird et le désaccord entre eux se fait sentir dans la seconde moitié de la décennie 1140. Sigurd II est soupçonné d'être à l'origine du meurtre d'Ottar Birting, un de ses anciens mentors qui avait épousé la reine veuve Ingrid Rögnvaldsdotter.
Peu de détails subsiste sur le déroulement du conflit entre les frères qui s'appuyaient chacun sur une partie du royaume: Inge sur le Viken et l'ouest de la Norvège, Sigurd II depuis l'enfance avait le soutien du  Trøndelag. Øystein II en avait été écarté et vers 1150 tentait de s'implanter lui aussi plus au sud dans le Viken. Les sagas soulignent la disparité du physique et de la personnalité des trois rois. Inge de faible constitution et infirme mais convivial, de l'autre ses deux demi-frères Øystein II rusé et cupide, Sigurd plus rustre mais frivole et éloquent. Sigurd est également décrit comme un homme viril avec un beau visage entouré de  cheveux bruns mais avec un bouche laide d'où le surnom de Munn qui lui est donné  dans l'historiographie récente. Contrairement à Inge Ier,  Il semble que Sigurd et Øystein n'avaient pas la capacité ni la générosité  nécessaire pour constituer un solide réseau d'alliance et d'amitié à l'instar de leur frère. l'Orkneyinga saga mentionne les lendermen restés fidèles à Inge Ier et l'Ágrip af Nóregskonungasögum, source cléricale, souligne les caractères de tyran de ses deux frères.
Inge, fils légitime, était de plus bien en cour chez les théologiens norvégiens et jugé par eux le plus apte à mettre en œuvre la réforme ecclésiastique. Cela peut expliquer que le cardinal Nicolas Brekespear selon la Morkinskinna reporte son affection sur Inge Ier quand il vient dans le pays en 1152/1153 créer une province ecclésiastique avec l'église norvégienne, alors qu'il méprisait Sigurd et Øystein. Les trois frères sont encore présents ensemble lors de la fondation du nouvel archevêché de Nidaros et lors des concessions royales qui sont ensuite faites à l'église.
La défiance du cardinal contre Sigurd était due selon les sagas à sa vie dissolue et au fils qu'il avait eu de sa relation avec sa cousine Christina, la fille du roi Sigurd Ier le Croisé ce qu'il considérait comme un inceste. Les relations entre les trois frères rois prennent une tournure dramatique lorsque le Lenderman Gregorius Dagsson devient le principal conseiller du roi Inge au cours de la première moitie de la décennie 1150. Il agit de manière à faire de Inge Ier le souverain unique de la Norvège. 
Au cours de l'hiver 1154-1155  Sigurd et Øystein II après avoir été en conflit dans l'Oppland se mettent d'accord afin de prendre la royauté d'Inge lors d'une réunion des trois rois organisée au cours de l'été à Bergen. Inge et Grégorius ont vent de ce plan et viennent avec une troupe importante qu'ils massent autour de la  cité. Après une confrontation au thing et une tentative pour assassiner  Grégorius et les hommes d'Inge, Grégorius exploite la situation contre Sigurd avant l'arrivée d'Øystein. Sigurd II, cerné tandis qu'il boit dans une ferme, est tué, après une bataille féroce, à l'âge de 22 ans  à Bergen le 10 juin 1155.

## Postérité
De diverses concubines, il laissa au moins cinq fils illégitimes dont plusieurs prétendirent avec plus ou moins de succès au trône de Norvège
- Håkon II de Norvège Herdibreid né en 1147 fils de Thora une servante
- Sigurd III de Norvège Markusfostre né vers 1155 d'une liaison inconnue
- Harald Sigurdsson fils de la princesse Christina de Norvège fille du roi  Sigurd Ier de Norvège
- Erik Kongsson, Jarl partisan de Sverre († 1190)
- Cécilia Sigurdsdatter qui épousa d'abord un magnat suédois Folkvid le Lögsögumad puis en 1184 Bård Guttormsson de Rein et fut la mère du régent Håkon Galin (mort en 1214) et du roi Inge II de Norvège.
- Sverre Sigurdsson fils de Gunhild né vers 1151/1152

## Sources
- (no) Knut Helle, « Sigurd 2 Haraldsson Munn », Norsk biografisk leksikon, consulté le 5 octobre 2013.
- (en) Heimskringla de Snorri Sturluson Sagas of the Norse Kings,  Everyman's Library: Livre XV  « The sons of Harald » p. 341-372.